# 松田裕市
松田 裕市（まつだ ゆういち、12月29日 - ）は、日本の男性声優。神奈川県出身。大沢事務所所属。

## 略歴
2016年5月よりゆーりんプロ預かり。2017年12月31日をもってゆーりんプロを退所、2018年1月1日よりオフィスPACに所属。
2025年2月28日、同年3月31日付でオフィスPACが事業停止することに伴い、大沢事務所に移籍。

## 人物
特技としてトレーニングとボクシングエクササイズ指導をそれぞれ挙げている。趣味としてサッカーと歴史をそれぞれ挙げている。

## 出演

### テレビアニメ
2019年
- ダンベル何キロ持てる?（ジムの会員）
- ファンタシースターオンライン2 エピソード・オラクル（アークス）

2020年
- 映像研には手を出すな!（警備部）
- 啄木鳥探偵處（結城泉若、男）

2021年
- ルパン三世 PART6（ブリュートン教師）
- かぎなど（学園祭参加者など）

2022年
- トライブナイン（不良、男）
- ルパン三世 PART6（アナウンサー）
- ありふれた職業で世界最強 2nd season（騎士）
- ユーレイデコ（捜索部隊・隊員B）
- 転生賢者の異世界ライフ 〜第二の職業を得て、世界最強になりました〜（門番A）
- 金装のヴェルメイユ〜崖っぷち魔術師は最強の厄災と魔法世界を突き進む〜（教官）
- 異世界迷宮でハーレムを（下働きの若者）
- 永久少年 Eternal Boys（アナウンサーA）

2023年
- 天国大魔境（リビューマン）

2024年
- ガールズバンドクライ（通行人、生徒、男性客B）
- ラーメン赤猫（男性客）
- ぷにるはかわいいスライム（生徒）

2025年
- 魔法使いの約束（兵士）
- ばいばい、アース（剣士）
- 神統記（テオゴニア）（ラグ村兵士）
- 謎解きはディナーのあとで（制服巡査）
- 地獄先生ぬ〜べ〜 (2025)（乗客）

### 劇場アニメ
- 泣きたい私は猫をかぶる（2020年、本宮誠）
- フラ・フラダンス（2021年）
- 永久少年 Eternal Boys NEXT STAGE（2023年、スタッフA、スタッフ男）
- デッドデッドデーモンズデデデデデストラクション（2024年、侵略者） - 後章

### Webアニメ
- 無限の住人-IMMORTAL-（2020年、鬼龍院櫂）
- 日本沈没2020（2020年、作業員B、男性スタッフA）
- コタローは1人暮らし（2022年、相手コーチ）
- TIGER & BUNNY 2（2022年、TV局スタッフ）
- ルパン三世VSキャッツ・アイ（2023年、ホテルスタッフ）

### ゲーム
2016年
- ワールドチェイン（2016年 - 2017年、フランシス・ドレイク、成田長親、由井正雪）

2019年
- リボルバーズエイト
- 三国志大戦（太史慈）
- ドラゴンクエストXI 過ぎ去りし時を求めて S
- オートチェス（氷河の祈祷師）

2020年
- ファイナルファンタジーVII リメイク
- グランブルーファンタジー（2020年 - 2023年、コーワー、嗟嘆 他）

2022年
- タクティクスオウガ リボーン

2024年
- グランブルーファンタジー リリンク
- ファイナルファンタジーVII リバース

### 吹き替え

#### 映画
- アグネスと幸せのパズル
- アンカット・ダイヤモンド
- ウォンカとチョコレート工場のはじまり（機関室の男〈グスタヴ・ダイ〉[12]）
- エブリデイ
- 人狼
- スペンサー・コンフィデンシャル
- スレンダーマン 奴を見たら、終わり
- ダイ・ハード（マルコ、ミッチェル）※テレビ朝日版追加録音部分
- バーダーズ 〜渡り鳥に魅せられて〜（英語版）
- マーベル・シネマティック・ユニバース
  - ドクター・ストレンジ/マルチバース・オブ・マッドネス（ウルトロン衛兵1[13]）
  - ブラックパンサー/ワカンダ・フォーエバー（警官4[14]）
  - ガーディアンズ・オブ・ギャラクシー:VOLUME 3[15]
- マッドマックス 怒りのデス・ロード（コドライバー[16]）※ザ・シネマ新録版
- マッドマックス:フュリオサ[17]

#### ドラマ
- アガサ・クリスティー 検察側の証人（英語版）
- ヴァイキング 〜海の覇者たち〜（ヘルギ）
- 恋するアプリ Love Alarm
- シェイムレス 俺たちに恥はない
- セックス/ライフ シーズン2
- 高い城の男
- ダッシュ&リリー（ラングストン〈トロイ・イワタ〉）
- デイ･アフターZ
- NCIS: ニューオーリンズ
- ブラック・アース・ライジング（英語版）
- ボクらを見る目
- ホワイトライン（アイスランド人、ユリ）
- マーベル・シネマティック・ユニバース
  - エージェント・オブ・シールド
  - ワンダヴィジョン
  - ロキ（事務員）
- MACGYVER/マクガイバー
- メシア（ジョナ・キルマーニー〈ジャクソン・ハースト（英語版）〉）
- リバー（英語版）（トム・リード〈ミカエル・マロニー（英語版）〉）

#### アニメ
- コング/猿の王者（英語版）
- スター・ウォーズ: バッド・バッチ（ストームトルーパー）
- ホワット・イフ...?

### ナレーション
- Abema Game 9 アゲナイッ!（AbemaTV）
- モンスト1000万個オーブ山分け! 土田ヒカキン軍団VSダチョウ倶楽部!（AbemaTV）
- 賞金首（AbemaTV）

### ラジオ
- 松田裕市のミュージック+30 (2015年 - 2016年、超!A&G+)

### 初出話一覧
1. 1 2  第1話初出
2. 1 2  第2話初出
3. 1 2  第8話初出
4. ↑  第5話初出
5. ↑  第16話初出
6. ↑  第6話初出
7. ↑  第7話初出